# Dragan Mikerević
Dragan Mikerević (in cirillico serbo Драган Микеревић; Doboj, 12 febbraio 1955) è un politico bosniaco di etnia serba.

## Biografia
È stato Primo ministro della Repubblica Serba di Bosnia ed Erzegovina dal gennaio 2003 al febbraio 2005. Si è dimesso dopo diverbi con l'Alto rappresentante per la Bosnia ed Erzegovina.
Precedentemente, dal marzo al dicembre 2002, è stato Presidente del Consiglio dei ministri della Bosnia ed Erzegovina
È rappresentante del Partito del Progresso Democratico.